# تی کی کارتر
تی کی کارتر (انگلیسی: T. K. Carter؛ زادهٔ ۱۸ دسامبر ۱۹۵۶) یک هنرپیشه اهل ایالات متحده آمریکا است. وی بین سال‌های ۱۹۷۶ تا ۲۰۰۷ میلادی فعالیت می‌کرد.
او در فیلم‌های آن پسر دخترم است، خشم در هارلم و مثل روزهای قدیم بازی کرده‌است.